# Langenstraße 7 (Stralsund)
Das Haus Langenstraße 7 in Stralsund ist ein denkmalgeschütztes Bauwerk in der Langenstraße.

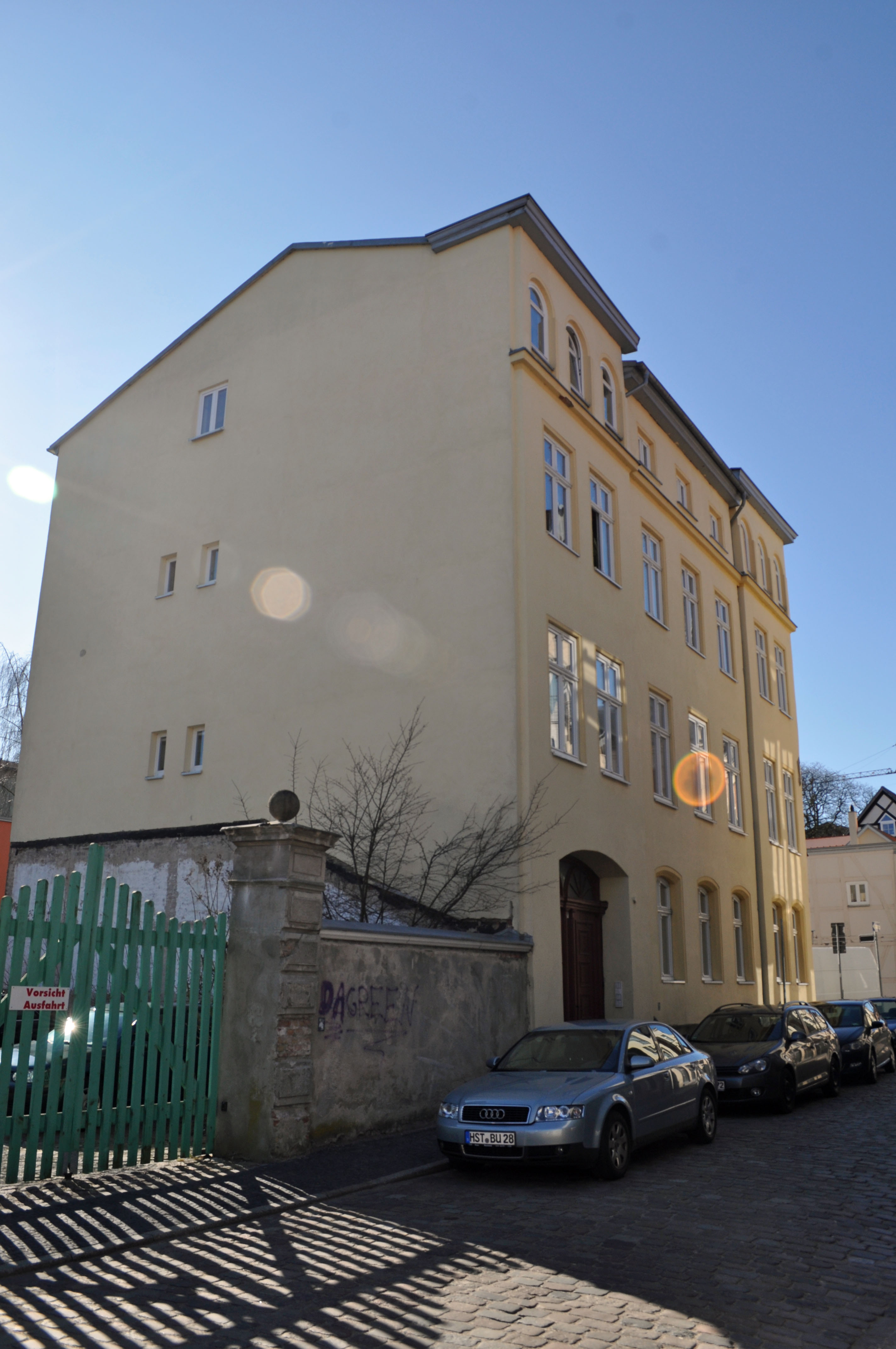
Haus Langenstraße 7 in Stralsund (2012)

Der viergeschossige Putzbau stammt aus der Mitte des 19. Jahrhunderts. Die beiden äußeren der sieben Achsen sind leicht vorgezogen; im dritten Obergeschoss weisen sie jeweils Rundbogenfenster auf. Die breite Haustür ist spätklassizistisch ausgeführt, ihre beiden Flügel sind mit Kassetten geschmückt und durch halbkreisförmige, versprosste Fenster gekrönt.
Das Haus im Kerngebiet des von der UNESCO als Weltkulturerbe anerkannten Stadtgebietes des Kulturgutes „Historische Altstädte Stralsund und Wismar“ ist in die Liste der Baudenkmale in Stralsund eingetragen.